# Edwin Conklin
Edwin Grant Conklin (Waldo, 24 novembre 1863 – Princeton, 20 novembre 1952) è stato un biologo e zoologo statunitense.

## Biografia
Studiò presso la Ohio Wesleyan University e alla Johns Hopkins University. Fu professore di biologia all'Ohio Wesleyan (1891-94) e professore di zoologia alla Northwestern University (1894-1896), all'Università della Pennsylvania (1896-1908) e alla Princeton University (1908-1935). Divenne co-direttore del Journal of Morphology, The Bulletin Biological e Journal of Experimental Zoology. Fu presidente dell'American Society of Naturalists nel 1912 e presidente dell'American Association for the Advancement of Science nel 1936. Fu eletto membro dell'American Academy of Arts and Sciences nel 1914. Fu anche membro del consiglio di amministrazione per Science Service, ora noto come Society for Science and the Public, dal 1937 al 1952. Nel 1943 Conklin ricevette il Premio John J. Carty dalla National Academy of Sciences.
Nel 1995 la Society for Developmental Biology inaugurò la medaglia Edwin Grant Conklin in suo onore.